# داني آن
داني آن (بالكورية: 데니 안)‏ (و. 1978  م) هو ممثل، ومغني، من كوريا الجنوبية، ولد في سياتيل، واشنطن.

## وصلات خارجية
- داني آن على موقع IMDb (الإنجليزية)
- داني آن على موقع ميوزك برينز (الإنجليزية)
- داني آن على موقع قاعدة بيانات الفيلم (الإنجليزية)